# Štefan Pápež
Štefan Pápež [štěfan pápež] (5. května 1930 – 3. července 2005) byl slovenský fotbalový středopolař a později trenér.

## Hráčská kariéra
V československé lize hrál za Sláviu VŠ Bratislava, aniž by skóroval.

### Prvoligová bilance
| Ročník         | Zápasy | Góly | Minuty | Klub                     |
| -------------- | ------ | ---- | ------ | ------------------------ |
| I. liga 1953   | 3      | 0    | –      | DŠO Slávia VŠ Bratislava |
| CELKEM I. LIGA | 3      | 0    | –      |                          |

## Trenérská kariéra
Po skončení hráčské kariéry se stal trenérem. Vedl mj. TJ Tatran Liptovský Mikuláš.